# Enodognathus gilleti
Enodognathus gilleti es una especie de coleóptero de la familia Ochodaeidae.

## Distribución geográfica
Habita en Madagascar.